# Сілезькі П'ясти

Сілезькі Пясти. Опольська (Верхньосілезька) гілка.

Сілезькі П'ясти (пол. Piastowie śląscy) — найстарша з чотирьох гілок польської династії П'ястів. Існувала у ХІІ—XVIII ст. Започаткована першим сілезьким князем Владиславом II Вигнанцем (1105-1159), старшим сином польського князя Болеслава III Кривоустого. За Заповітом Болеслава III, Владиславу надавалося Сілезьке князівство як його спадковий уділ, а також малопольський сеньйоріальний уділ із центром у Кракові, згідно з принципом родового права. Розділилася на декілька домів, найвідомішими з яких були Верхньосілезька і Нижньосілезька гілки. Останнім князем із сілезьких П'ястів був легніцький князь Єжи-Вільгельм IV, що помер 1675 року. Рід вигас по чоловічій ліній 1706 року зі смертю барона Фердинанда II Гогенштейнського з цешинської гілки.

## Рання історія

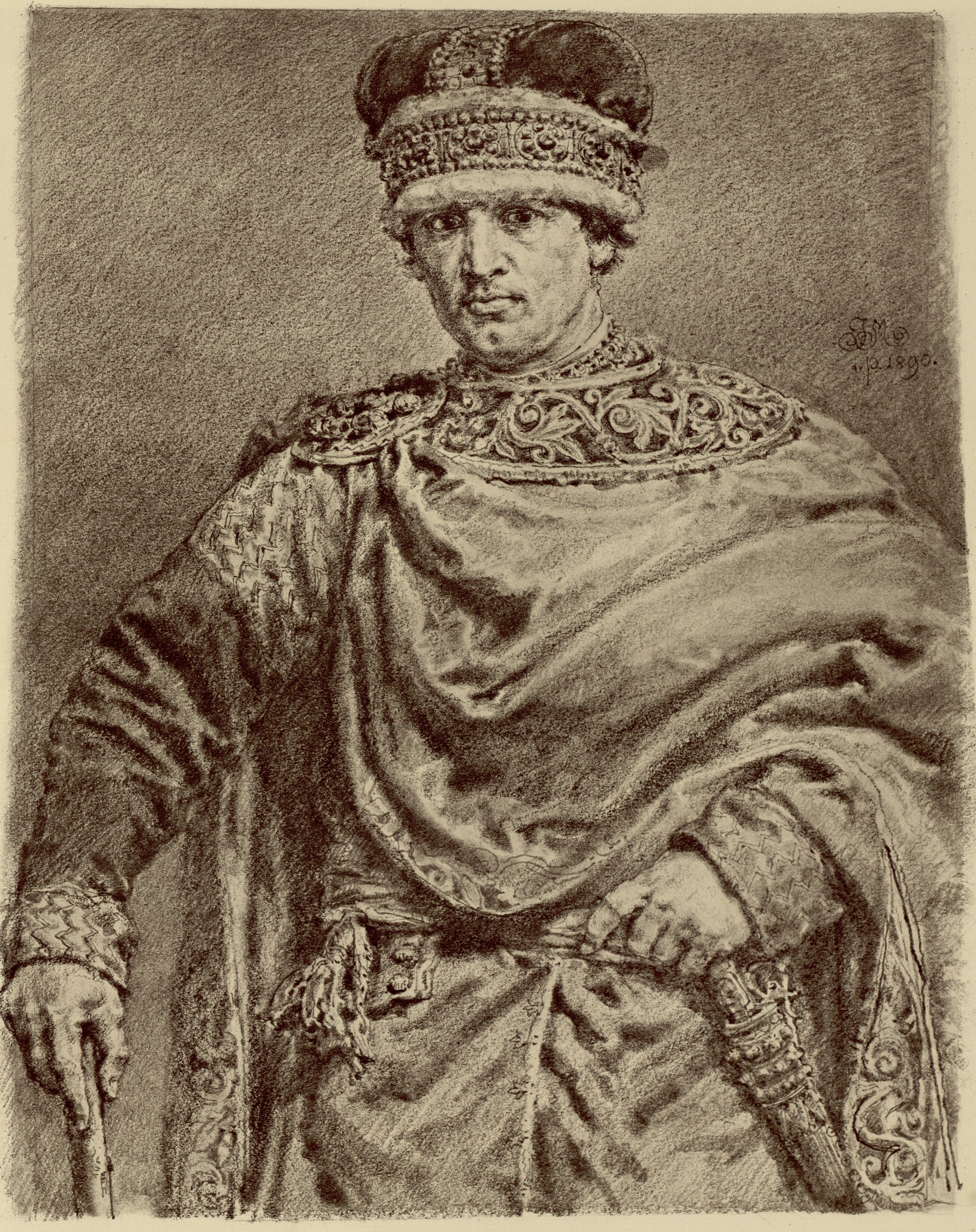
«Владислав II Вигнанець», художник Ян Матейко, ХІХ ст.

Історія сілезьких П'ястів почалася з феодальною роздрібненістю Польщі у 1138 році після смерті польського князя Болеслава III Кривоустого. Тоді як Сілезьке удільне князівство і Краківський сеньйоріальний уділ Заповіт Болеслава III закріпив за Владиславом II Вигнанцем, три його молодші зведені брати Болеслав IV Кучерявий, Мешко III Старий і Генрик Сандомирський дістали Мазовецьке, Великопольське і
Сандомирське князівства відповідно.
Владислав незабаром став на шлях запеклих сутичок зі своїми братами і польською шляхтою. Коли в 1146 році він спробував оволодіти всією Польщею, архієпископ Гнезненський Якуб зі Жніна відлучив його від церкви, а його брати, нарешті, зробили його вигнанцем. Прихисток він знайшов в імператорському палаці в Альтенбурзі у свояка, брата своєї дружини Агнеси Бабенберзької, німецького короля Конрада III. Сілезія і сеньйоріальний уділ перейшли під владу другого за віком сина Болеслава Кривоустого Болеслава IV Кучерявого, князя Мазовецького. У тому самому році король Конрад III спробував відвоювати ці володіння для Владислава, але безуспішно.:49-50 Не раніше ніж у 1157 році князя Болеслава Кучерявого розгромив під час походу наступник Конрада імператор Фрідріх Барбаросса, однак «сілезьке питання» не згадувалося в договорі, укладеному правителями, тому Владислав залишився у вигнанні, де й помер 1159 року, так і не повернувшись у Польщу.:51

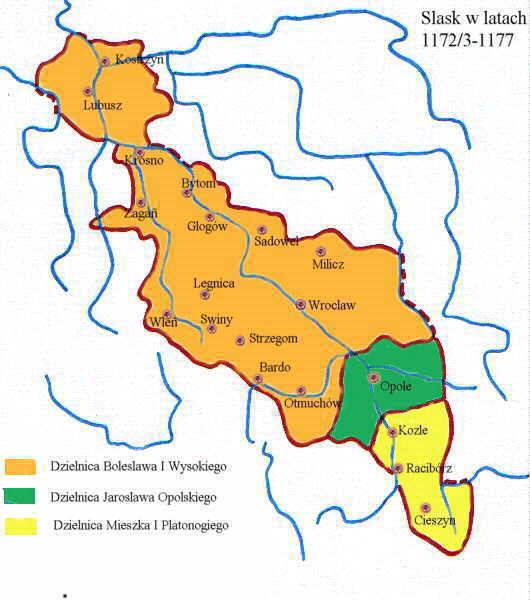
Роздрібненість Сілезії 1172/73
Болеслав I Високий
Ярослав Опольський
Мешко I Кривоногий

У 1163 році Фрідріх Барбаросса присилував Болеслава Кучерявого повернути спадковий Сілезький уділ синам Владислава Болеславові Високому, Конрадові Тонконогому і  Мешку Кривоногому, хоча той і зберіг за собою сеньйоріальний уділ і польський престол у Кракові. Сілезьке князівство залишалося у сфері польського родового права, але сини Владислава були зобов'язані платити щорічну данину імператору Священної Римської імперії. Великий князь Болеслав Кучерявий також зберіг владу над найважливішими сілезькими містами, такими як Вроцлав, Ополе, Глогув, Ратибор і Лігниця, до 1166 року, в якому цими землями оволоділи сілезькі князі.:51–52 Сини Владислава спільно правили Сілезією, ймовірно, до 1172 року, коли розділили свої володіння: старший брат Болеслав Високий одержав великий край від Лігниці вгору по Одеру до Вроцлава і створив Опольське князівство для свого найстаршого сина, майбутнього князя Ярослава Опольського. Мешко Кривоногий дістав менше Ратиборське князівство навколо Ратибора і Цешина. Їхній малолітній брат Конрад Тонконогий отримав із рук Болеслава Високого Жагань, Глогув і Кросно. Коли Конрад готувався до кар'єри духівника у Фульдському монастирі, його брат Болеслав управляв його володіннями аж до передчасної смерті Конрада, після чого він включив частку Конрада у своє власне князівство.
Мешко в той самий час зумів розширити своє князівство колишніми малопольськими територіями Битома і Освенціма, даними йому високим князем Казимиром II Справедливим, а також Опольським князівством, яке він отримав після смерті князя Ярослава і його батька Болеслава в 1201 році. Роком пізніше спадкоємець Болеслава князь Генріх I Бородатий і його дядько Мешко постановили на додачу відмовитися від права успадкування своїх уділів: ця угода значною мірою обумовила особливе становище земель, які назвуть Верхньою Сілезією. У тому ж році Польща скасувала родове право і сілезькі князівства стали самостійними одиницями.

## Боротьба за польську корону

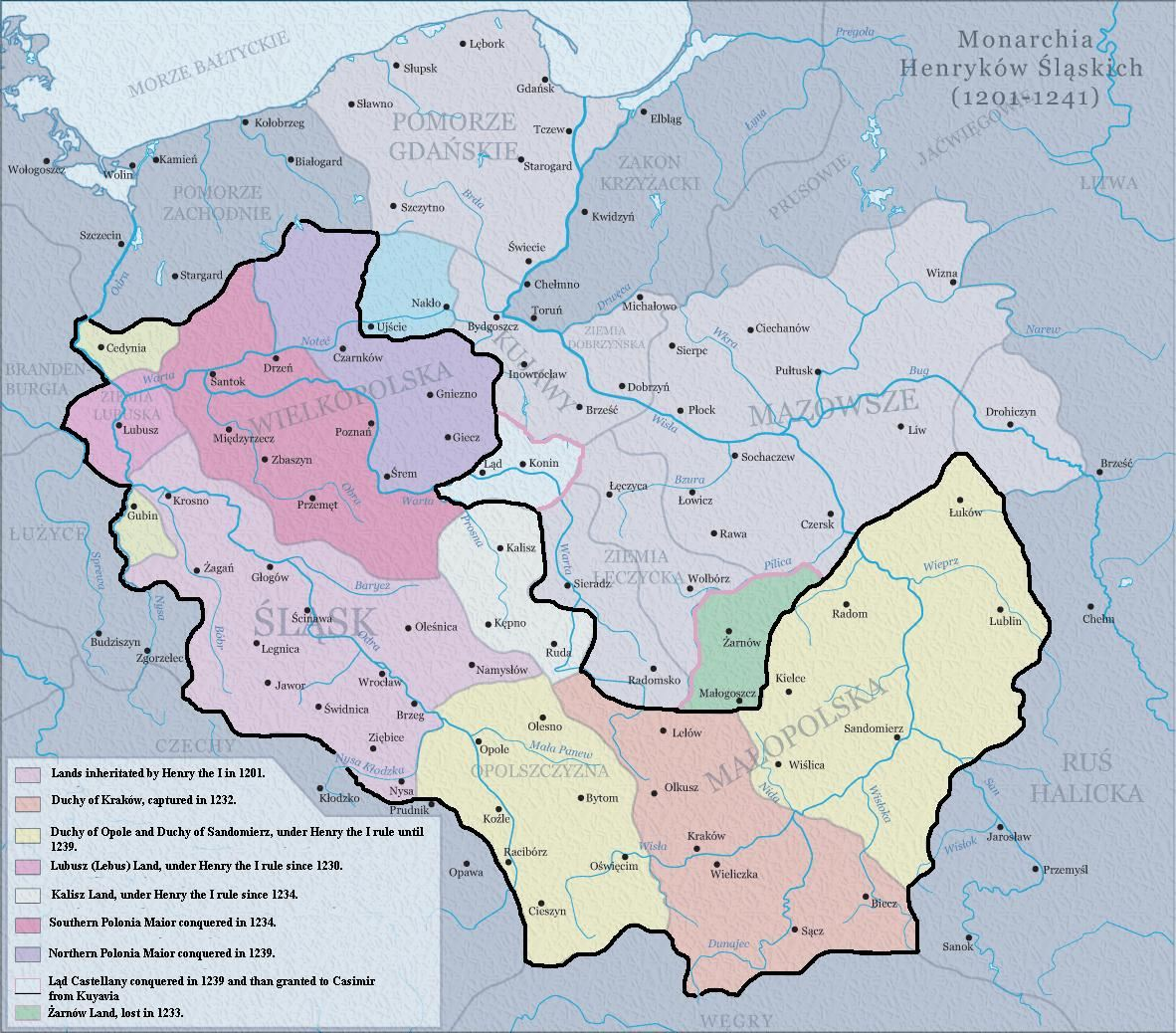
Монархія Генріхів Сілезьких

Генріх I Бородатий брав активну участь у польських міжусобицях і рішуче ширив свою владу. Ще перед утвердженням у 1229 році свого суверенітету над Краковом Генріх доклав не менш наполегливих зусиль до встановлення свого панування і у Великопольщі. З початку ХІІІ століття він не припиняв устрявати в суперечки, які продовжували між собою нащадки Мешка Старого. Нарешті, 1234 року йому офіційно було передано добру половину тієї області. Як опікун неповнолітніх князів Генріх до того ж правив Ополем і Сандомиром. Але він прагнув більшого. Цей сілезький князь не тільки збирався збільшити свої володіння — він запропонував зробити їх ядром відновленого Польського Королівства.:36–37 1232 року він став краківським (малопольським) князем, що дало йому титул Старшого князя Польщі, за Заповітом Болеслава III Кривоустого. Генріх поширив свою владу і за межі Польщі, запосівши Барнім, Тельтов (володів тимчасово), а також частини Нижньої Лужиці. Попри всі свої зусилля він так і не здобув польську корону.
Королівську корону, майже забуту після падіння Болеслава II, Генріх присудив своєму старшому синові Генріхові II Благочестивому, який був йому супутником у його правлінні до кінця його життя. Успадкувавши престол після свого батька в 1238 році, він, по суті, був цілком гідним спадщини перших П'ястів. Проводячи вмілу політику Генріха Бородатого, його син зумів до того ж заручитися підтримкою духовенства, з яким його батько мав часті розбіжності.:37 У тісному союзі зі свояком, чеським королем Венцеславом, він зміцнив своє становище у Великій Польщі проти Барніма I Померанського і відбив напад маркграфа Бранденбурзького і архієпископа Магдебурзького на замок Любуш. За давньою традицією своєї династії він поставив себе під захист Святого Престолу, з яким вступив у союз проти Фрідріха II. Тим-то, попри всі свої зв'язки з німецьким дворянством, Генріх Благочестивий, безсумнівно, зберіг би незалежність і престиж королівства, якби весь його план не звела нанівець непередбачена катастрофа. 1241 року він помер, як християнський герой у Битві під Легницею, в якій він намагався стримати монгольську навалу. Його смерть глибоко потрясла династію Сілезьких П'ястів.